# El Cuatralbo
El Cuatralbo är en källa och reservoar i Mexiko. Den ligger i delstaten Coahuila, i den norra delen av landet. 